# Melaenornis pallidus
El Papamosques pàl·lid (Melaenornis pallidus; Syn: Agricola pallidus) és una espècie d'ocell de la família dels muscicàpids (Muscicapidae) que habita boscos poc densos de tots els estats de l'Àfrica subsahariana, a excepció de Libèria, Mauritània, Djibouti i Guinea Equatorial. El seu estat de conservació es considera de risc mínim.
En diverses llengües rep el nom de "papamosques pàl·lid" (Anglès: Pale Flycatcher. Francès: Gobemouche pâle).

## Taxonomia
A la Classificació del Congrés Ornitològic Internacional (versió 11.2, 2021) se'l considera al gènere Melaenornis juntament amb altres espècies de papamosques. Tanmateix, en el Handook of the Birds of the World i la quarta versió de la BirdLife International Checklist of the birds of the world (desembre 2019) se'l classifica dins del gènere Agricola (A. infuscatus), juntament amb el Papamosques bru. Val a dir que el gènere Agricola no es reconeix en el IOC.